# Hürtgenwald
Hürtgenwald település Németországban, azon belül Észak-Rajna-Vesztfália tartományban. Lakosainak száma 8993 fő (2023. december 31.). Hürtgenwald Düren, Kreuzau, Langerwehe, Nideggen, Simmerath és Stolberg községekkel határos.

## Népesség
A település népességének változása:
| Lakosok száma | 6834 | 8608 | 8644 | 8706 | 8798 | 8929 | 8993 |
|               | 1975 | 2014 | 2017 | 2019 | 2021 | 2022 | 2023 |